# Izoszorbid-mononitrát
Az izoszorbid-mononitrát (INN: isosorbide mononitrate) egy értágító gyógyszer, amely közvetlen ernyesztő hatást gyakorol az erek simaizomzatára. A többi nitráthoz hasonlóan a koszorúér eredetű szívbetegségek, szívelégtelenség és angina pectoris kezelésére használják. A VIII. Magyar Gyógyszerkönyvben Isosorbidi mononitras dilutus    néven hivatalos.  

## Hatás
Hatásának biokémiai alapja, hogy lebomlása során az érfal simaizomzatában nitrogén-monoxid (NO) keletkezik, ami a guanilát-cikláz enzim aktivizálásával elősegíti a cGMP sejten belüli felhalmozódását. Ez a simaizmok elernyedéséhez és az ér kitágulásához vezet.
A posztkapilláris kapacitáserekre és a főartériákra – különösen a koronária artériák még reagálni képes részeire – jobban hat, mint a rezisztenciaerekre.
Az érrendszer dilatációja (kitágulása) a vénás kapacitás növekedéséhez („pooling”) vezet, csökken a szívbe visszaáramló vénás vér mennyisége. Csökken a kamratérfogat és a töltőnyomás (csökken az előterhelés). A csökkent ventrikuláris rádiusz és szisztolés falnyomás mérsékli a szívizom energiakifejtését, s ennek megfelelően oxigénigényének csökkenését eredményezi, ami az angina pectorisos betegek fizikai terhelhetőségét javítja.
A szív töltőnyomásának csökkenése javítja az ischaemia (vérhiány) veszélyének kitett subendocardialis régiók perfúzióját (vérellátását), melyek a leginkább veszélyeztetettek az ischaemia szempontjából. Javulhatnak a regionális falmozgások és a verővolumen.
A koszorúerek keringését illetően az izoszorbid-5-mononitrát tágítja mind az extramuralis conductantia és kis rezisztencia ereket. A gyógyszer hatására a koszorúerek átáramlásának átrendeződése következik be: a nagyobb epicardialis erek szelektív tágulata miatt az ischaemiás subendocardium több vért kap. Mind a spontán, mind az ergometrin okozta érgörcsöt csökkenti.
Emellett még az izoszorbid-5-mononitrát az arteriolás érpályára dózisfüggő tágító hatást fejt ki, aminek következtében csökken a szisztémás érellenállás (afterload), a balkamrai szisztolés falfeszülés, ami az szívizomzat oxigénfogyasztásának csökkenését eredményezi.
Krónikus szívelégtelenségben az izoszorbid-5-mononitrát által kiváltott vénatágulat csökkenti a megnövekedett balkamrai töltőnyomást, miközben a szív teljesítménye (output) változatlan marad vagy enyhén növekszik.
Az izoszorbid-5-mononitrát különösen hatékonynak bizonyul súlyos szívelégtelenségben szenvedő betegekben, akik vénás tüdőpangás tüneteit mutatják a balkamrai töltőnyomás kifejezett növekedése miatt. Ha a szív teljesítményének növekedése kívánatos, artériás értágítóval való kombinált kezelés ajánlott.
Az izoszorbid-5-mononitrát hatása tartósabb, mint az izoszorbid-dinitráté. Az izoszorbid-dinitráttal kiváltható terápiás hatást kb. feleakkora adagú izoszorbid-mononitrát alkalmazásával érhető el.
A szívközeli nagy artériák tágulása csökkenti mind a szisztémás (utóterhelés csökkenése), mind a pulmonalis ejekciós rezisztenciát.
Az izoszorbid-5-mononitrát ernyesztőleg hat a hörgők s a vizeletvezető rendszer izomzatára, valamint az epehólyag, az epevezeték és a nyelőcső, a vékony- és a vastagbél, továbbá a sphincterek izomzatára.

## Farmakokinetikai tulajdonságok
A per os alkalmazott izoszorbid-mononitrát gyorsan és teljesen felszívódik. A szisztémás hasznosulás megközelítőleg 90–100%-os. Az izoszorbid-mononitrát csaknem teljesen lebomlik a májban. A keletkezett metabolitok (bomlástermékek) inaktívak.
Plazmafelezési ideje 4–5 óra. Az izoszorbid-mononitrát csaknem teljes mértékben metabolitok formájában ürül a vesén át. Csupán 2%-a választódik ki változatlan formában a vesén keresztül.

## Tolerancia
A tolerancia a szervezet ellenállása következtében fellépő hatáscsökkenés.
Változatlan adagolás és konstans nitrátszint ellenére észleltek hatáscsökkenést.
A fennálló tolerancia a kezelés leállítása után 24 órán belül megszűnik. Megfelelő intermittáló (időszakos, szünetes) kezelés mellett nem fejlődött ki tolerancia.

## Készítmények
A nemzetközi gyógyszerkereskedelemben nagyon sok készítmény hatóanyaga önállóan és kombinációkban.
Magyarországon:
- CARDISORB 40 mg retard kapszula
- CARDISORB 60 mg retard kapszula
- ISOSPAN 40 mg retard kemény kapszula
- ISOSPAN 60 mg retard kemény kapszula
- MONO MACK DEPOT 100 mg retard tabletta
- MONO TAD 100 mg retard tabletta
- MONOSOR 20 mg tabletta
- OLICARD 40 mg retard kemény kapszula
- OLICARD 60 mg retard kemény kapszula
- RANGIN 40 mg retard tabletta
- RANGIN 60 mg retard tabletta

## Kapcsolódó lapok
- szív
- ér